# Планински кеклик
Планинският кеклик (Alectoris graeca) е птица от семейство Фазанови (Phasianidae). Среща се и в България. В страната образува хибриди с тракийския кеклик (Alectorus chukar). Рядък вид е и е включен във второто издание на Червена книга на България.

## Физически характеристики
Дължината на Кеклика е 37 – 38 cm. А масата му достига 500 – 600 г.

## Размножаване
Женската на кеклика мъти яйцата в продължение на 21 дни. След излюпване малките кекличета веднага могат да следват майка си.